# KVINT
KVINT («Коньяки, Вина И Напитки Тирасполя» → КВИНТ = Coniacurile, vinurile și băuturile Tiraspolului) este o companie producătoare de coniacuri, vinuri și vodcă din Tiraspol (Stânga Nistrului), Republica Moldova. Compania aparține conglomeratului Sheriff. Întreprinderea mai deține o sucursală de producere a alcoolului spirtos din fructe și a vinurilor amestecate în localitatea Doibani, raionul Dubăsari.
S.A „KVINT”, a fost distinsă la numeroase expoziții internaționale, obținând 3 Super Grand Prix-uri, 15 Grand Prix-uri, și peste 160 de medalii de aur și argint.

## Istoric
Fondată în 1897, compania este cea mai veche întreprindere cu activitate neîntreruptă din regiune. De asemenea, este unul dintre cei mai mari exportatori ai așa-zisei „Republici Moldovenești Nistreene”. KVINT a obținut certificarea ISO 9001-94 (în 2000) și ISO 9001-2000 (2003).
În mai 2015, Camera de Licențiere a Republicii Moldova a refuzat să prelungească licențele de import de alcool și cea de producere a băuturilor alcoolice pentru întreprinderea respectivă, până nu vor fi îndeplinite cerințele suplimentare cu privire la respectarea legislației Republicii Moldova, fapt care, potrivit autorităților separatiste și directorului general al companiei, Oleg Baev, amenință activitatea întreprinderii.

## Produse
Producția anuală a companiei se ridică la aproximativ zece milioane de litri de băuturi alcoolice. Aceasta include:
- coniacuri (divinuri[3]) cu o vechime de la 3 la 50 de ani: „Rașcov”, „Tiras”, „Nistru”, „Doina”, „Surpriză”, „Tiraspol”, „Solnecinîi”, „Victoria”, „Iubileinîi”, „Cernețki”, „Suvorov”, „Contele Wittgenstein”[4].
- vinuri[5]: „Merlot”, „Cabernet Sauvignon”, „Chardonnay”, „Riesling”, „Aligote”.
- vodcă[6][7]: „Pokrovskaia”, „V'iuga”, trei mărci de vodcă „5 Sotok”, „Zadorinka”, „Volk”, „Volcița”, (din 2013, de asemenea trei mărci de „KVINTOFF”[8])
- calvados[9] și gin[10]: cinci mărci de calvados și gin „KVINT”, două mărci de calvados „San Salvador”.
- băuturi tradiționala tari (vinars[11]): „Alekeici”, trei mărci de vinars „KVINT”, „Mustang”.

Produsele companiei merg la export preponderent în: Italia, Ucraina, Turcia, Polonia, Rusia, Germania, Slovacia, Cehia, Bulgaria.

## Decorații
- Ordinul de Onoare (Transnistria)[13]

## Galerie

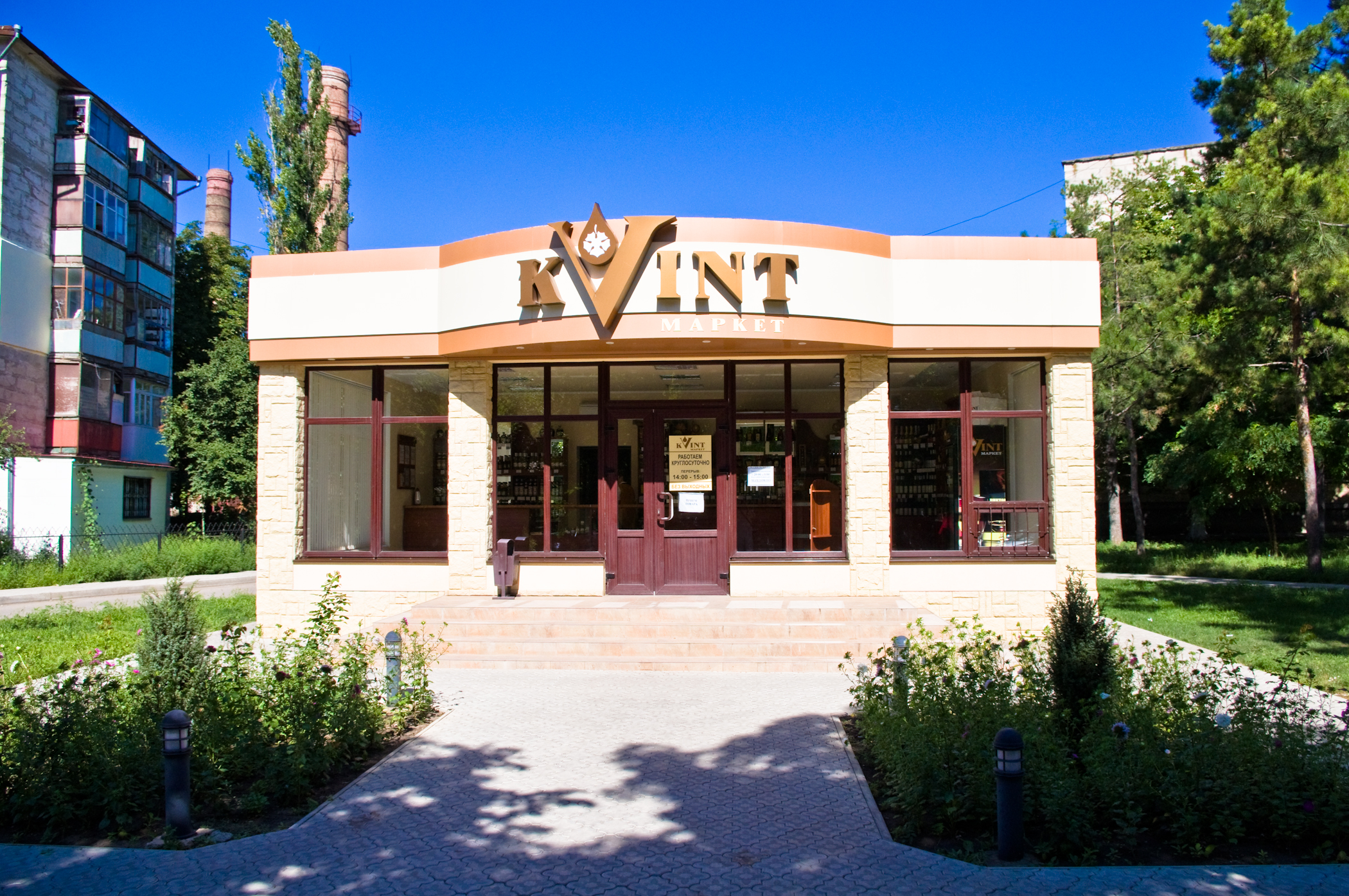
Magazin de firmă, Tiraspol
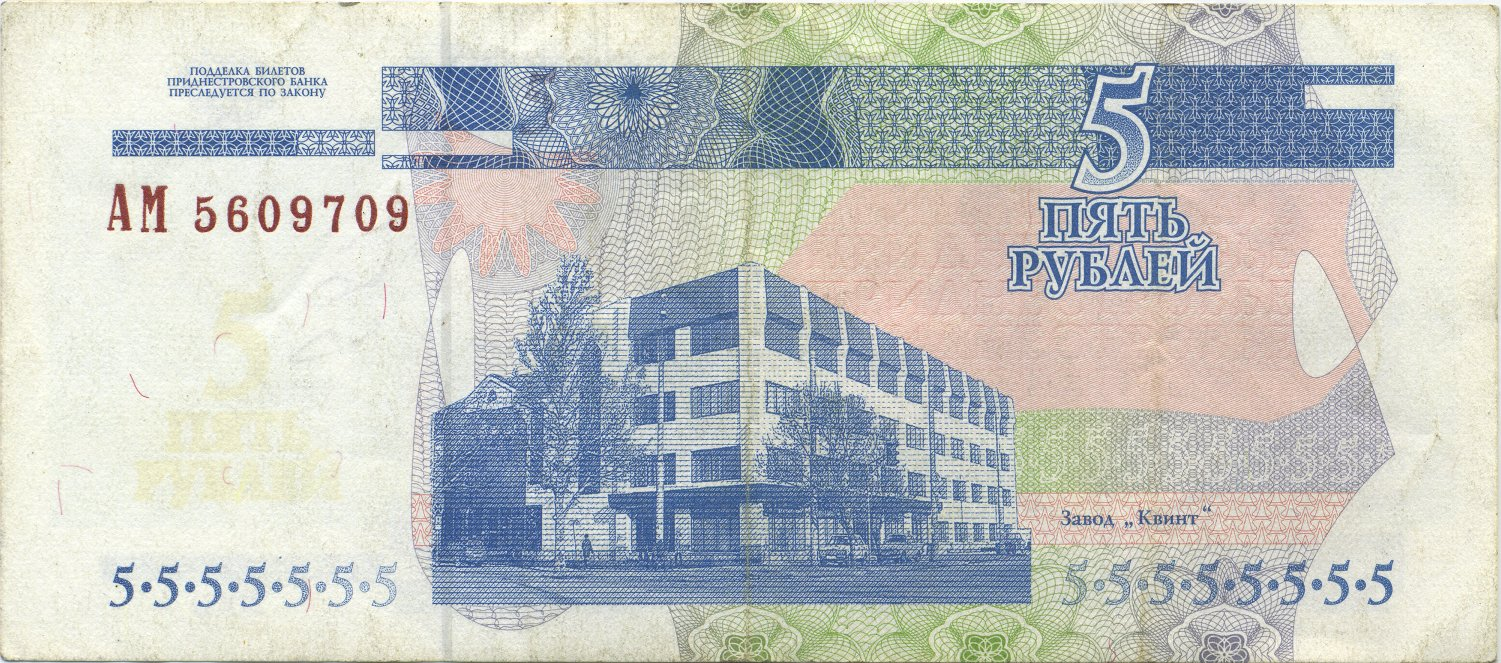
Clădirea administrativă a distileriei KVINT pe o bancnotă de 5 ruble transnistrene

## Legături externe
- en ru zh Site web oficial